# 高田晃宏
高田 晃宏（たかた あきひろ、1992年8月5日 - 、別名：Akkey）は、日本のダンスアーティスト、俳優。兵庫県神戸市出身。ルビーパレード所属。

## 来歴
- 12歳の頃からブレイクダンスを独学で始める。13歳の頃に地元のストリートダンスチームに加入し、ブレイクダンスとヒップホップカルチャーを学ぶ。ダンス歴わずか半年で、大人ダンサーを相手にダンスバトルで連勝を重ねる。
- 14歳の時、加入していたストリートダンスチームが解散し、活動拠点を失い一時的にダンス活動を休止。
- 中学3年生の15歳の時、「活動拠点が無かったら自分が先導者になって活動したらいいんだ」と奮い立ち、当時同じ中学校の同級生と元チームメイトの先輩ダンサーを誘い、ダンスチームを結成し本格的に活動を開始。
- 高校生の頃には、既に様々なダンススタイルを踊りこなし、西日本のフリースタイルダンスコンテストにて優勝。翌年開催の各部門別の優勝チームだけが招かれるグランドチャンピオンシップにて、優勝し、2010年度グランドチャンピオンに輝いた。
- 2011年、高校卒業後、テレビ番組内のアーティストグループ結成オーディションに参加。そして、選出されデビューのチャンスを掴むも、自身の実力に疑問を抱き辞退する。同年、音楽業界のプロデューサーから背中を押され、アイドルグループの専属講師に就任。それと同時にプロダンサーとして本格的に活動を開始。
- 2012年、ブレイクダンスのみならず、ストリートダンスにおける8つのジャンルを更に研究し、修業を重ね独自のダンススタイルを生み出した。同年、世間一般のダンサーのイメージを、バックダンサーや振付師、インストラクターではなく、マルチに活躍できる1つのアーティストのジャンルに押し上げるため、「ダンスアーティスト」として活動を改める。
- 2013年9月、単身ニューヨークに渡りヒップホップカルチャーの原点や異文化を学ぶ。
- 2014年、なんばHatchで開催されたCampus Collection 2014 Dance&Vocalミュージカルにて、初代総監督を21歳にして就任。
- 2015年、俳優の勉強をするため、上京。演技、現代アクション、殺陣を学び始める。同年、フィリピン共和国政府CIDGによるストリートダンスの国際大会にて、審査員長とゲスト出演を務め世界進出を果たす。その後、CIDGから政府へ貢献した功績により、日本人で初めて感謝状が贈呈される。
- 2017年、K-POPアーティストのSUPERNOVA（超新星）ユナクとのダンスコラボレーションLIVEを行い、ラブコールによりMVへも出演。
- 2018年、俳優として初めてのオーディションを受け舞台「ハイパープロジェクション演劇『ハイキュー!!』"東京の陣”」に合格。2019年に先島伊澄役で俳優デビュー。この作品を機に俳優としての芸名を高田晃宏に改名。
- 2020年、テレビ番組『G-EGG』（Mnet、AbemaTV）に出演。リーダーシップと強靭な体力が評価され、日韓グローバルボーイズグループの候補生24人のスーパーリーダーに選ばれた。同年8月、フリーランスを終えプラチナムプロダクションに所属。
- 2021年、世界中で新型コロナウイルス感染症が蔓延する中で、「今まで応援してくれた方々に少しでも笑顔になってほしい」との想いで、週に一度のインスタライブを1年間行った。
- 2022年9月、新型コロナウイルス感染症(COVID-19)による、緊急事態宣言明け初となる俳優としての復帰作、伝承ホールにて、ミュージカル『僕と幻の図書館2022』 に桃太郎役で出演。
- 2023年2月、作品世界の異なる時代を地上波アニメとミュージカルで描く「FLAGLIA project（フラグリア プロジェクト）」日本青年館ホールにて、ミュージカル『FLAGLIA THE MUSICAL』～ゆきてかえりし物語～ にジャンゴ役で出演。同年6月、元宝塚歌劇団OG達によるミュージカル『遥かなる愛の軌跡』にて、客演としてオファーを受ける。メインキャストで唯一の男性俳優としてシヴァーブリン役で特別出演。この作品でアクションコーディネーターとして、殺陣の監修も務めた。8月、ルビーパレードに移籍。
- 2024年6月、EXSTION アンバサダー就任。同年8月、山の日TOKYO 2024 第8回「山の日」全国大会記念式典にて、ブレイキンの演出監督を務める。

## 人物
- 幼少期よりジャッキー・チェンに憧れ、真似をするうちに幼いながらにバク転などを身につける。
- 当時は病弱な面もありよく入院していた。小学5年生の頃には当時「数万人に1人」と言われる珍しい精神性の難病にもかかっていたが、ブレイクダンスに出会い人生の転機を迎える。
- 小学生の頃から筋トレが好きで、当時から腹筋が割れておりシックスパックだったが、「成長の妨げになるかも知れないので、過度な筋トレはさせない方がいいです」と保健の先生からドクターストップならぬ、ティーチャーストップがかかる。
- 中学3年生の卒業前から本格的にダンスに力を入れ始める。高校に入学し、毎月の学費とダンスの活動費を自分で払うためにアルバイトをしていた。練習時間を確保するのが難しい中でも周りのダンサーと差をつけたいと考え、トレーニングや栄養学、睡眠学、そして性欲学を勉強し始め、自分の体を実験台にして研究を重ね独自のメソッドを完成させた。
- 人とのつながりを一番大事にしていて10代のころから「師匠」と慕ってくる弟子たちがいる。苦楽を共にした仲間であり家族であり、言葉では表せられない存在で、歳が近い弟子や、年上の弟子もいて、「ダディー(父)」と呼ばれることもある。
- 「義理人情」「親しき中にも礼儀あり」「筋を通す」ことを常に心がけている。
- Akkey★アッキー、八木晃宏（やぎあきひろ）としてダンサーやDJとして地元神戸を中心に海外でも活動していた。
- 数々のダンスバトル、コンテストで成績を残し、国内外の様々なイベントにてGUEST出演するなど若くしてダンサーとしてのキャリアを積む。
- BREAKIN、POPPIN、LOCKIN、HIPHOP、STYLE HIPHOP、ANIMATION、KRUMP、HOUSEなどほぼ全てのジャンルのストリートダンスをハイレベルで踊りこなす。
- フィリピン政府CIDGによるWORLD DANCE COMPETITIONにて審査員長&イメージモデルとしてGuest出演を行うなど、日本国内外のイベントでゲスト出演や審査員を務める。
- 大手携帯会社CMにも当時事務所無所属ながら抜擢されるなど、日本で数少ない"ダンスアーティスト"として、新しいスタイルを確立している。更にその１つ上の「お茶の間の誰もが知るダンスアーティスト」になる為、ダンス以外に俳優業にも志を持ち、演技やアクション、殺陣に日々取り組み、磨きをかけている。
- ダンサーの世間一般のイメージをバックダンサーや振付師、インストラクターではなく、ダンスで培った精神性やボディーコントロール、表現力を活かし、俳優などでもマルチに活躍できる１つのアーティストのジャンルに押し上げ、若いダンサー達にも夢を与えるため活動している。
- 俳優ではその身体能力を活かし、現代アクションや殺陣、アクロバットを操り、代表作として人気バレーボール漫画『ハイキュー!!』の舞台や『FLAGLIA THE MUSICAL』に出演。
- SUPERNOVA(超新星)のユナクとは舞台の共演をきっかけに兄弟のような関係を築いている。
- 寝る時間がない日以外は、様々なインスピレーションを得るためほぼ毎日映画を観る。
- もともとあまり泣けないタイプだったが、俳優の勉強をしているときに悲しい映画を観て泣く練習をしていたら、"演技の時には"しっかり泣けるようになった。
- 人並ならぬ「強さ」の理由として幼少期での経験や母への想い、そして「ダンスを通じて誰かに希望を与えたい」という想いがある。
- 趣味は激ムズ筋トレ、英会話、料理、音楽鑑賞、アニメ、ゲーム。
- 特技はダンス（18年）、アクロバット（12年）、アクション（7年）、殺陣（7年）

## 出演

### 舞台
- ハイパープロジェクション演劇『ハイキュー!!』“東京の陣”（2019年） - 先島伊澄 役[2]
- 『FLAGLIA THE MUSICAL』～ゆきてかえりし物語～（2023年） - ジャンゴ 役[3][4][5]
- 舞台『花郎～ファラン～』（2025年） - タンセ 役[6]

### テレビ番組
- レコ☆Hits! - 各週出演
- 音楽ノチカラ

### MV
- ユナク「Do Your own Thing」（2017年）

### CM
- ソフトバンク 「マネキンチャレンジ編」

### イベント
- フィリピン政府CIDG主催WORLD DANCE EVENT【対決 “Sayaw Kontra Droga”】イメージモデル＆SPゲスト出演＆審査員長
- フィリピン国新聞掲載＆TV出演
- ダンスイベント【New Soul Legend】主催（兵庫県神戸市と共催）
- 【第6回豊中ダンスフェスタ】実行委員長、ケーブルTVCM出演（大阪府豊中市と共催）
- ダンスイベント【UP to you】主催
- 株式会社Nisult イベント事業Projectスーパーバイザー
- Campus Collection2014 Dance&Vocalミュージカル総監督
- HATACHI Be Adult‼︎2013 オープニングダンス総監督兼リーダー出演
- Campus Collection2012 D-1ダンス総監督
- PLAY LOUNGE2012 SPゲスト出演
- DANCE GRAND CHAMPIONSHIP2010年度グランドチャンピオン
- ボクシング長谷川 穂積選手の防衛戦にてダンス出演

### 講師
- アーティスト専属講師（ダンス、マイクパフォーマンス、振付提供）
- DANCE STUDIOインストラクター